# Wojciech Dmochowski

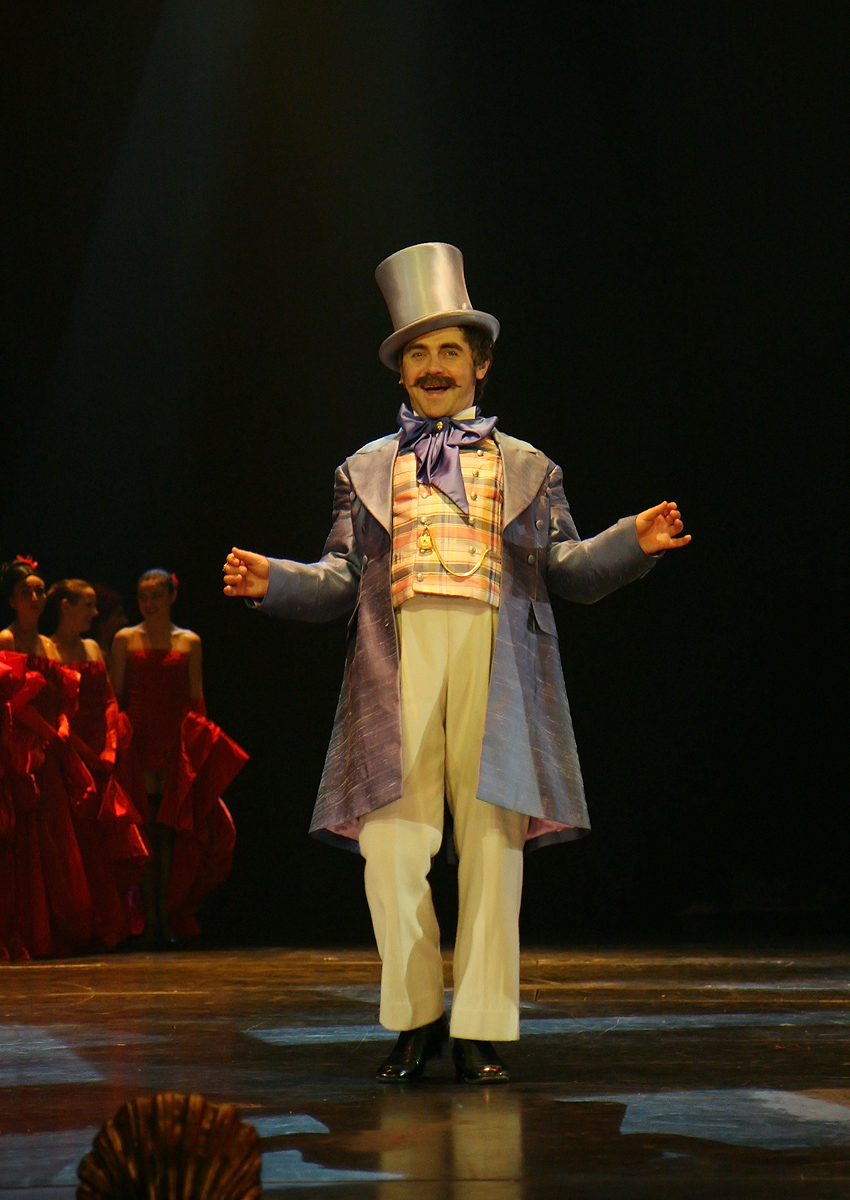
Upiór w Operze

Wojciech Dmochowski (ur. 4 marca 1967 w Ostrowi Mazowieckiej) – polski aktor teatralny, filmowy, aktor musicalowy, wokalista-śpiewak (baryton).
Zadebiutował w musicalu Metro w reżyserii Janusza Józefowicza, z którym również wystąpił na Broadwayu. Od tego czasu był związany z Teatrem Buffo w Warszawie. Jest absolwentem szkoły muzycznej II stopnia.
W latach 2004–2018 grał Eryka w programie telewizyjnym dla dzieci „Domisie”.
Od 2002 roku jest jednym z wokalistów w Kwartecie Szafa Gra.

## Role teatralne

### Studio Buffo
- 1991 Metro (reż. Janusz Józefowicz)[1]
- 1993 Do grającej szafy grosik wrzuć (reż. Janusz Józefowicz)[2]
- 1995 Grosik 2 (reż. Janusz Józefowicz)[3]
- 1996 Tyle Miłości (reż. Janusz Józefowicz)[4]
- 1997 Obok nas (reż. Janusz Józefowicz)[5]
- 1999 Przeżyj to sam (reż. Janusz Józefowicz)[6]
- 2001 Niedziela na Głównym (reż. Janusz Józefowicz)[7]
- 2001 Ukochany Kraj... (reż. Janusz Józefowicz)[8]
- 2004 Panna Tutli Putli jako Milioner (reż. Janusz Józefowicz)[9]
- 2015 Piotruś Pan jako Pan Darling (reż. Janusz Józefowicz)[10]

### Teatr Telewizji
- 1998: Dama od Maxima jako Oficer (reż. Janusz Józefowicz)[11]

### Teatr Muzyczny Roma
- 2002 Grease jako Roger (reż. Wojciech Kępczyński)[12]
- 2004 Koty jako Semaforro (reż. Wojciech Kępczyński)[13]
- 2007 Akademia pana Kleksa jako Paj Chi Wo/Kwaternoster/Patentoniusz (reż. Wojciech Kępczyński)[14]
- 2008 Upiór w Operze jako Andre (reż. Wojciech Kępczyński)[15]
- 2016 Księga dżungli jako Baloo (reż. Jakub Szydłowski)[16]
- 2018 Once jako Billy (reż. Wojciech Kępczyński)[17]

- 2025 Wicked jako Dr Dillamond (reż. Wojciech Kępczyński)[18]

### Teatr Muzyczny w Łodzi
- 2024 Dracula jako Profesor Abraham Van Helsing (reż. Jakub Szydłowski)[19]

## Filmografia
- 2021: Klan jako prezes papierni (odc. 3782–3783)
- 2020: Na dobre i na złe jako Paweł Bagiński (odc. 787)
- 2020: Ojciec Mateusz jako sąsiad Klaudii (odc. 301)
- 2017: Ojciec Mateusz jako pediatra Krzysztof (odc. 228)
- 2015: Ojciec Mateusz jako nauczyciel chemii Roman (odc. 177)
- 2012–2015: Klan jako redaktor Nagier (odc. 2436, 2440, 2442, 2619)
- 2012: Na dobre i na złe jako komornik (odc. 497)
- 2011: Sztos 2 jako wokalista
- 2010: Orkiestra niewidzialnych instrumentów jako sprzedawca
- 2008: Kryminalni jako Leszek Jawor (odc. 94)
- 2004–2014: Domisie jako Eryk
- 2002–2010: Samo życie jako sprzedawca w sklepie z upominkami (odc. 834), redaktor naczelny gazety „Fortuna” (odc. 1370–1371, 1373, 1523–1524)
- 2000: Świąteczna przygoda
- 1997: Sztos

### Polski dubbing
- 2006: Dom na wielkim drzewie – Bolo
- 2005: Kubuś i Hefalumpy
- 2004: Mickey: Bardziej bajkowe święta
- 2002: Fimbusie – Fimbo
- 2001–2008: Café Myszka
- 2001: Potwory i spółka
- 1997–1999: Wesoła farma – Lester
- 1996–1997: Kacza paczka
- 1988–1991: Szczeniak zwany Scooby Doo – Ojciec Daphne
- 1987: Scooby Doo i bracia Boo – Szeryf
- 2004: Rogate ranczo
- 2001: Rudolf czerwononosy renifer i wyspa zaginionych zabawek
- 1998: Flintstonowie
- 1993: Miasteczko Halloween
- 1987: Scooby Doo i bracia Boo

## Śpiew piosenek
- 2005: Kubuś i Hefalumpy
- 2004: Rogate ranczo
- 2003: Król lew 3: Hakuna matata
- 2002–2005: Co nowego u Scooby’ego?
- 2001: Shrek
- 2000: 102 dalmatyńczyki
- 1998: Król lew II: Czas Simby
- 1996: Dzwonnik z Notre Dame
- 1988: Oliver i spółka
- 1987: Scooby Doo i bracia Boo
- 1988–1991: Szczeniak zwany Scooby Doo
- 1986: Człowiek zwany Flintstonem
- 1964: Mary Poppins

### Dyskografia
- Rubikon – płyta z muzyką Piotra Rubika
- Metro – płyta z muzyką z musicalu

### Single
- Odmierzam czas